# Bos van Aa
Het Bos van Aa is een bos gelegen in Zemst-Laar, een dorp in het westen van de gemeente Zemst in de Belgische provincie Vlaams-Brabant. Het bos is eigendom van Waterwegen en Zeekanaal en ligt vlak bij het Zeekanaal Brussel-Schelde en enkele kilometers ten zuidoosten van Kapelle-op-den-Bos. Het Bos van Aa is Europees beschermd als onderdeel van Natura 2000-gebied 'Bossen van het zuidoosten van de Zandleemstreek' (BE2300044).
Het Bos van Aa sluit aan op het Kollinten.

## Geschiedenis

### Vroege geschiedenis

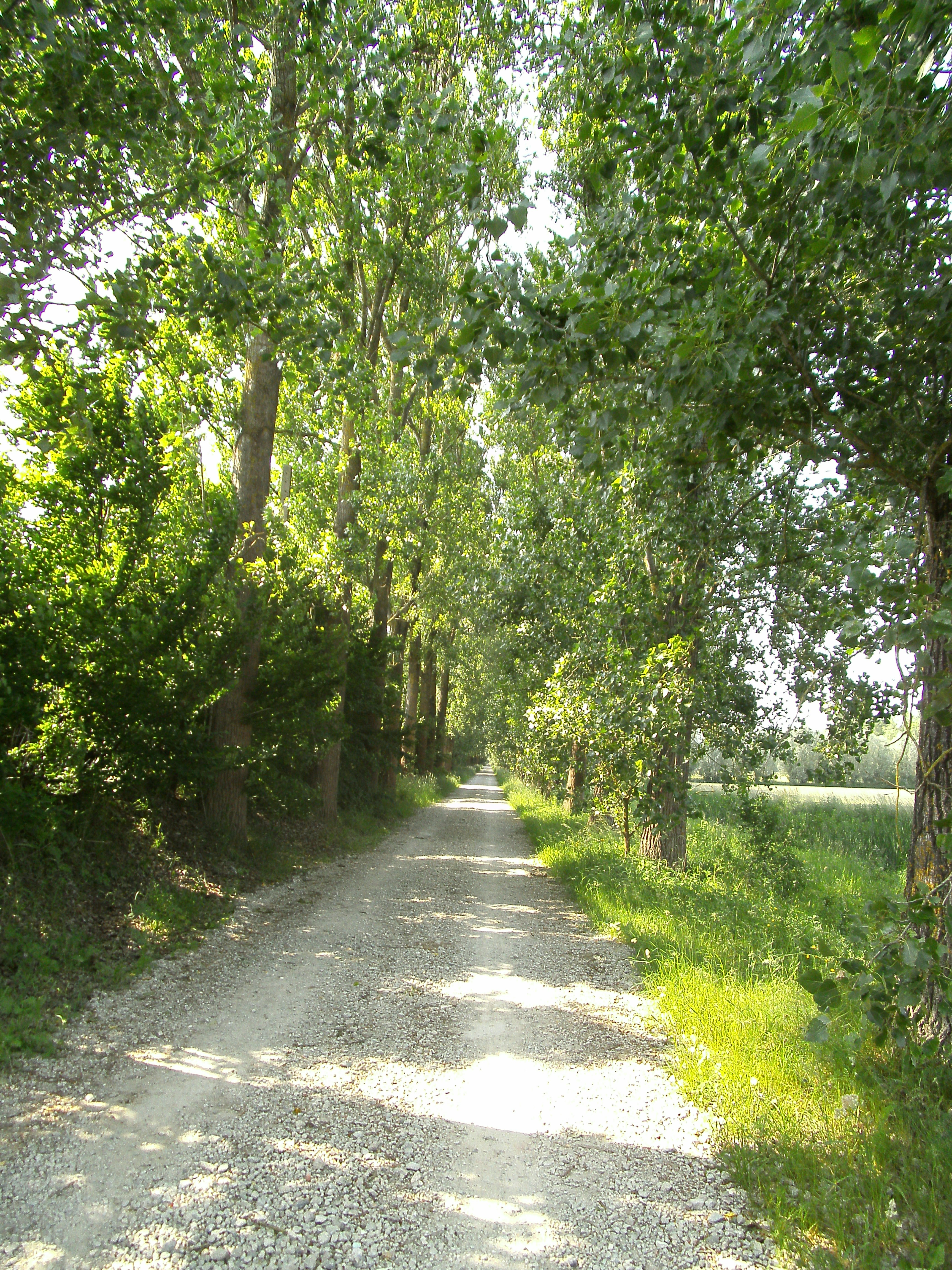
De gelijknamige dreef in het oosten van het gebied ligt.

Reeds in de 14e eeuw werd het Bos van Aa vermeld vermeld als een bos van zo'n 400 bunder (500 ha) groot.
Door de houtkap die zich overal afspeelde kromp het bos eeuw na eeuw geleidelijk aan. Tegen het einde van de 19e eeuw bleef er niet veel meer over van het bos en was het grotendeels omgevormd tot landbouwgebied.

### 20e - 21e eeuw
Tot de jaren 60 van de 20e eeuw bestond het gebied vooral uit landbouwgebied afgewisseld met boomgaarden. Begin jaren 70 werd hiervan 220 ha onteigend door de overheid voor de aanleg van een nieuwe sluis te Zemst. Een 120 ha groot gebied werd omdijkt teneinde slib te storten dat vrijkwam bij de aanleg van de sluis. Het water werd via de Aabeek afgevoerd.
Eind jaren 70 begon firma De Dijcker met zandwinning uit de restanten van het opgespoten slib. Na verloop van tijd begon deze firma steeds dieper te graven zodat een zandgroeve ontstond.
Ondertussen ontstonden er plannen om het gebied om te vormen tot een stortplaats, terwijl ook in rust verstorende activiteiten als een motocrossterrein waren voorzien. Vanaf 1989 kwam er verzet uit de streek tegen deze plannen en in 1994 werd de actiegroep MENZZ (Moet Er Nog Zand Zijn) opgericht. Uiteindelijk werd door dit verzet bereikt dat het gebied slechts voor de zandwinning gebruikt zou worden en vervolgens zou worden omgevormd tot natuurgebied.
Vanaf 2004 zouden de diepere gaten die door de zandwinning zijn ontstaan, worden opgevuld met grond. Tegen betaling konden bedrijven daar grond storten. De eindbestemming van het gebied zou natuurgebied zijn.

## Uitzicht

### Vijvers
Het aantal vijvers en de grootte ervan is in de loop der jaren meermaals veranderd. Eerst werd dit uitgebreid door de zandwinning, tegenwoordig wordt er weer zand gestort. De grootste vijver, die in het noorden, heeft een oppervlakte van bijna tien hectare. In het zuiden van het gebied liggen enkele kleinere vijvers. De grootste daarvan - de meest zuidelijke - meet zo'n drie hectare.

## Fauna en flora
In 2009 werd door de Jeugdbond voor Natuur en Milieu een inventarisatie van het gebied uitgevoerd, waarbij 274 plantensoorten werden waargenomen, waaronder dwergviltkruid, zomerbitterling en bijenorchis. Broedvogels zijn oeverzwaluw, kleine plevier, boomvalk en blauwborst. Er werden 252 soorten nachtvlinders geteld. Insectensoorten als het bruin blauwtje en de bruine korenbout komen er voor. Ook de in Vlaanderen bedreigde sprinkhaansoorten zanddoorntje en kalkdoorntje werden waargenomen.

## Peterschap
Op 26 september 2015 heeft het Sint-Romboutscollege in Mechelen officieel het peterschap over het Bos van Aa aanvaard. Leerlingen en leerkrachten dragen enkele keren per jaar hun steentje bij in het onderhoud van het natuurgebied.